# Parapholis pycnantha
Parapholis pycnantha là một loài thực vật có hoa trong họ Hòa thảo. Loài này được (Hack.) C.E.Hubb. mô tả khoa học đầu tiên năm 1946.